# Hermestoren
De Hermestoren (Hermesturm) is een uitkijken- en zendtoren die van 1956 tot 1958 werd gebouwd met een markante dubbele buisconstructie uit gewapend beton. De toren bevindt zich op het jaarbeursterrein van Hannover en is 88,8 meter hoog, inclusief antenne. Het uitkijkplatform van de Hermestoren, waar een lift naartoe gaat, bevindt zich op een hoogte van 65 meter.